# Entactin
Entactin oder Nidogen ist ein Glykoprotein, das in der Basalmembran von Zellen exprimiert wird und aus drei globulären Domänen (G1, G2 und G3) besteht. Die G3-Domäne kann an das Glykoprotein Laminin binden, die G2 Domäne an Zellen und Kollagen IV. So ist Entactin als Teil der extrazellulären Matrix netzwerkbildend und spielt bei Zellinteraktionen eine Rolle.